# Moldavian Airlines
Moldavian Airlines fue una aerolínea con base en Chisináu en Moldavia. Operaba servicios regulares internacionales desde Chisináu a diversos destinos en Europa. Su aeropuerto principal era el Aeropuerto Internacional de Chisináu. Cesó sus operaciones en 2014. 

## Historia
Moldavian Airlines fue creada el 26 de julio de 1994 empezando a operar el 19 de agosto de 1994. Fue la primera aerolínea privada de Moldavia.
En 2005, Moldavian Airlines transportó 91.200 pasajeros, al año siguiente fueron 89.200 viajeros.
En 2014 la compañía cayó en bancarrota y cesó sus operaciones.

## Flota histórica
La flota de Moldavian Airlines estaba compuesta por los siguientes aviones:
| Aeronaves       | Total | Introducido | Retirado | Matrículas                    |
| --------------- | ----- | ----------- | -------- | ----------------------------- |
| Fokker 100      | 1     | 2014        | 2015     | YR-FZA                        |
| Saab 340        | 3     | 1998        | 2006     | ER-SGA, ER-SGB y ER-SGC       |
| Saab 2000       | 2     | 2003        | 2013     | ER-SFA y ER-SFB               |
| Túpolev Tu-134  | 1     | 1997        | 2005     | ER-AAZ (rrg. ER-TCF)          |
| Yakovlev Yak-40 | 2     | 1996        | 2002     | ER-JGA y RA-88171             |
| Yakovlev Yak-42 | 3     | 1994        | 1997     | UR-42403, UR-42540 y UR-42544 |